# Madagascarchaea vadoni
Madagascarchaea vadoni es una especie de arácnido perteneciente al género Madagascarchaea, dentro de la familia Archaeidae, del orden de las arañas.

## Distribución
La especie se distribuye en Madagascar.

## Taxonomía
Fue descrita científicamente por Jacques Millot en 1948. La descripción original fue publicada en la revista Mémoires De l’Institut Scientifique De Madagascar número 1: 3-14 en el artículo titulado «Faits nouveaux concernant les Archaea [Aranéides]».